# Fährmann Hildebrand
Der Fährmann Hildebrand ist eine Legendengestalt der Stadt Wittenberge.
Der Fährmann verband die Ufer der Elbe, die jahrhundertelang Grenze zwischen Deutschen und Slawen war. In der Zeit des Dreißigjährigen Krieges soll er nach der Schlacht bei Wittstock der Überlieferung nach beim Versuch, flüchtende Familien zu retten, durch schwedische Söldner gewaltsam ums Leben gekommen sein.